# Sacha Modolo
Sasha Modolo (Conegliano, 19 de junho de 1987) é um ciclista italiano que atualmente alinha para a equipe do UCI ProTour UAE Team Emirates.

## Palmarés
2006
1° Giro del Casentino
2009
3rd Campeonato Europeu Sub-23
2010
3° Giro del Veneto
4° Giro del Friuli
4° Milão-San Remo
2011
1° Coppa Agostoni
Danmark Rundt
1° Etapas 1 e 4
Tour of Qinghai Lake
1° Etapas 5 e 9
Settimana Ciclistica Lombarda
1º Etapas 2 e 3
Giro di Padania
1° nas Etapas 1 e 3
1° na Etapa 5 Brixia Tour
2° Ronde van Drenthe
2012
1° Coppa Bernocchi
Tour da Austria
11° Etapas 3 e 6
1° Etapa 6 Volta da Turquia
1° Etapa 2 Giro di Padania
1°  Classificação por pontos, Circuit de la Sarthe
2013
1° Coppa Bernocchi
1° Memorial Marco Pantani
Tour of Qinghai Lake
1°  Classificação por pontos
1° Etapas 1, 4, 8, 9, 11 e 12
1° Etapa 2 Tour de San Luis
2° RideLondon–Surrey Classic
2014
1° Trofeo Palma
1° Trofeo Ses Salines
Três Dias De Panne
1°  Classificação por pontos
1° Etapas 2 e 3
1° Etapa 7 Tour de San Luis
1° Etapa Volta ao Algarve
1° Etapa 5 Tour de Suisse
1° Etapa 5 Tour of Beijing
4° Trofeo Muro-Port d'Alcúdia
8° Milão–San Remo
2015
1° Etapa 5 Volta da Turquia
1° Etapa 13 Giro d'Italia

## Grandes Voltas e Campeonato do Mundo
| Corrida            | 2010 | 2011 | 2012 | 2013 | 2014 |
| ------------------ | ---- | ---- | ---- | ---- | ---- |
| Giro d'Italia      | Ab.  | Ab.  | 138º | 125º | -    |
| Tour de France     | -    | -    | -    | -    | Ab.  |
| Vuelta a España    | -    | -    | -    | -    | -    |
| Mundial em Estrada | -    | 40º  | -    | -    | -    |

-: não participa

Ab.: abandono